# Diocesi di Massa Marittima-Piombino

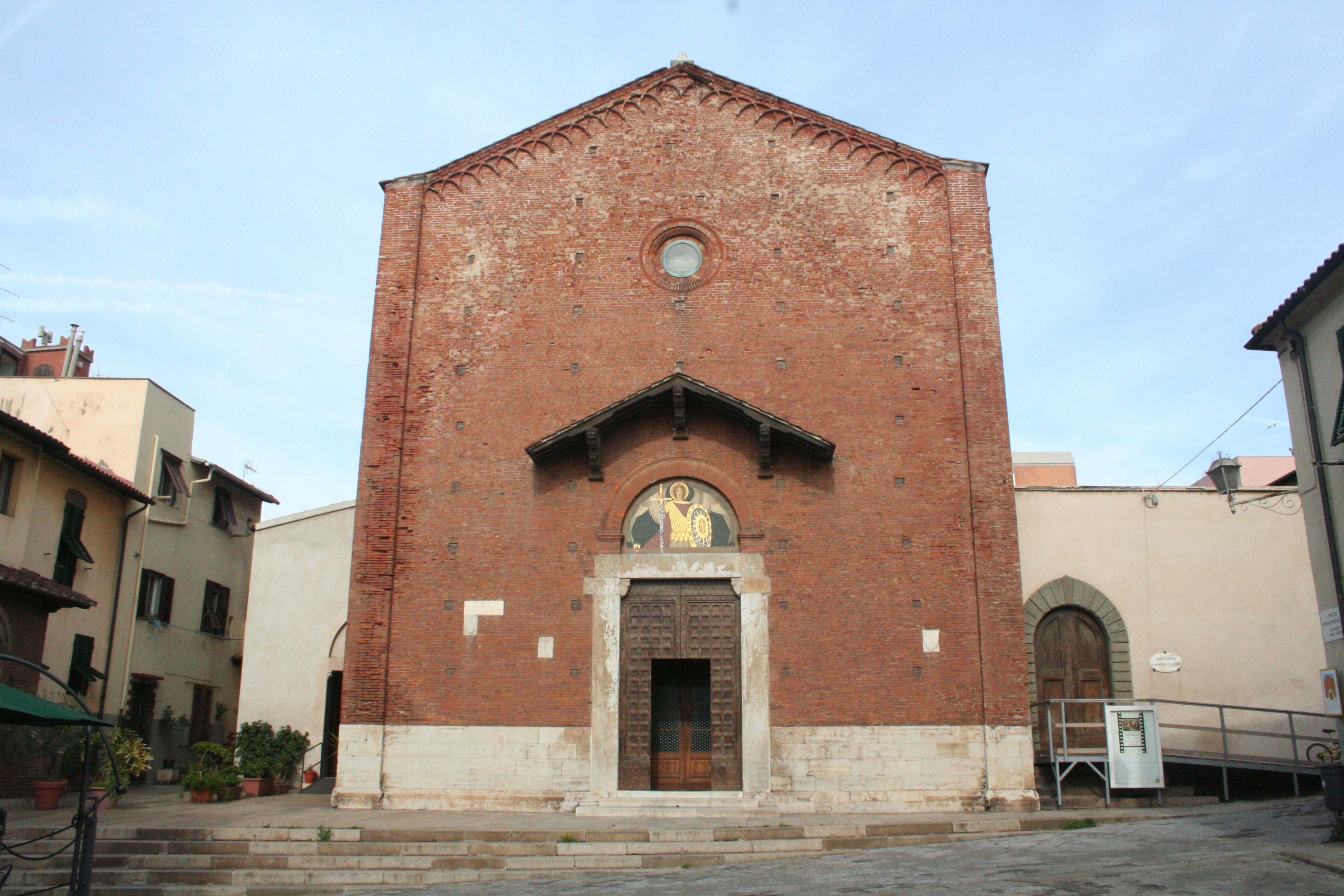
La concattedrale di Sant'Antimo a Piombino.

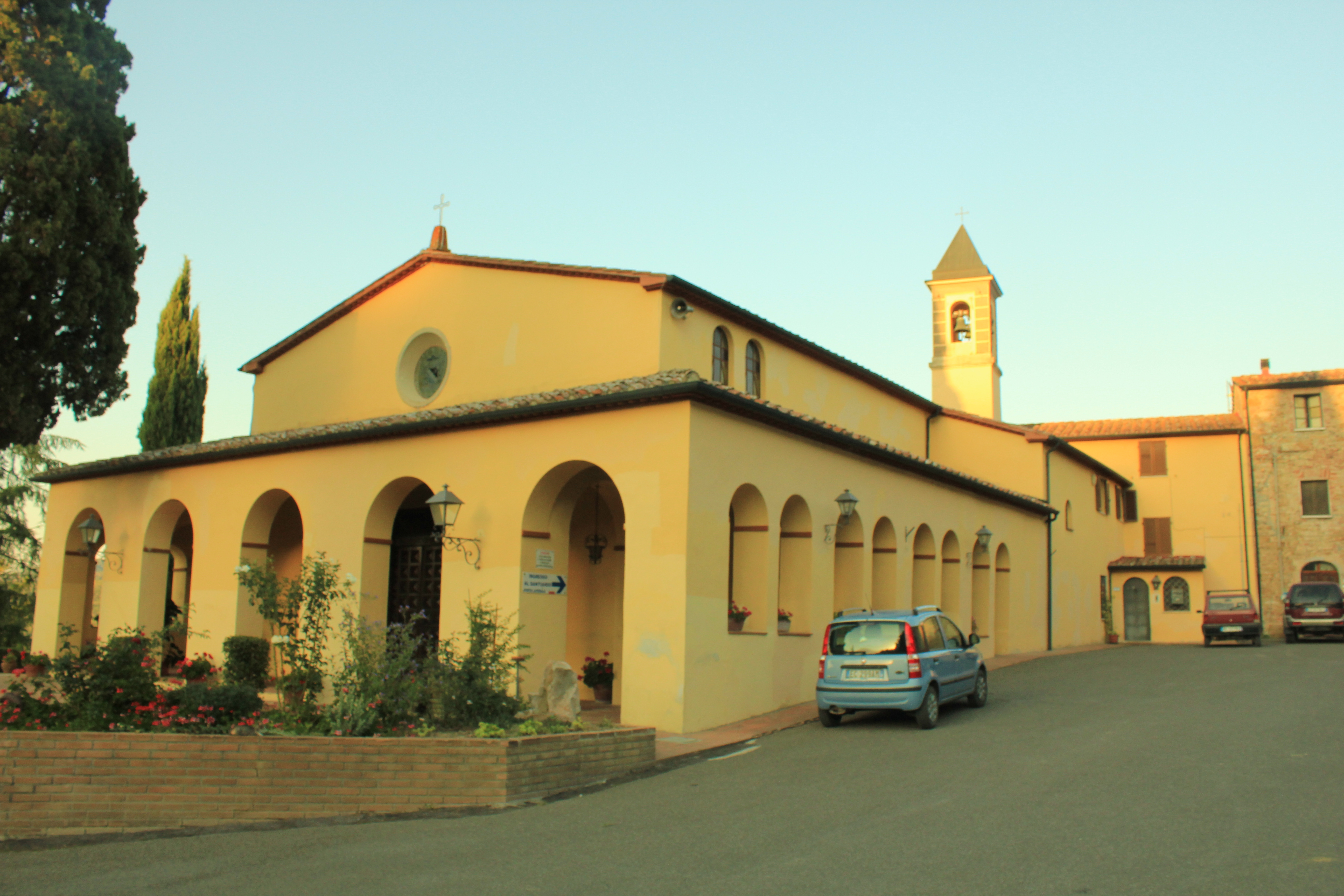
Il santuario della Madonna del Frassine, il principale santuario della diocesi di Massa Marittima-Piombino.

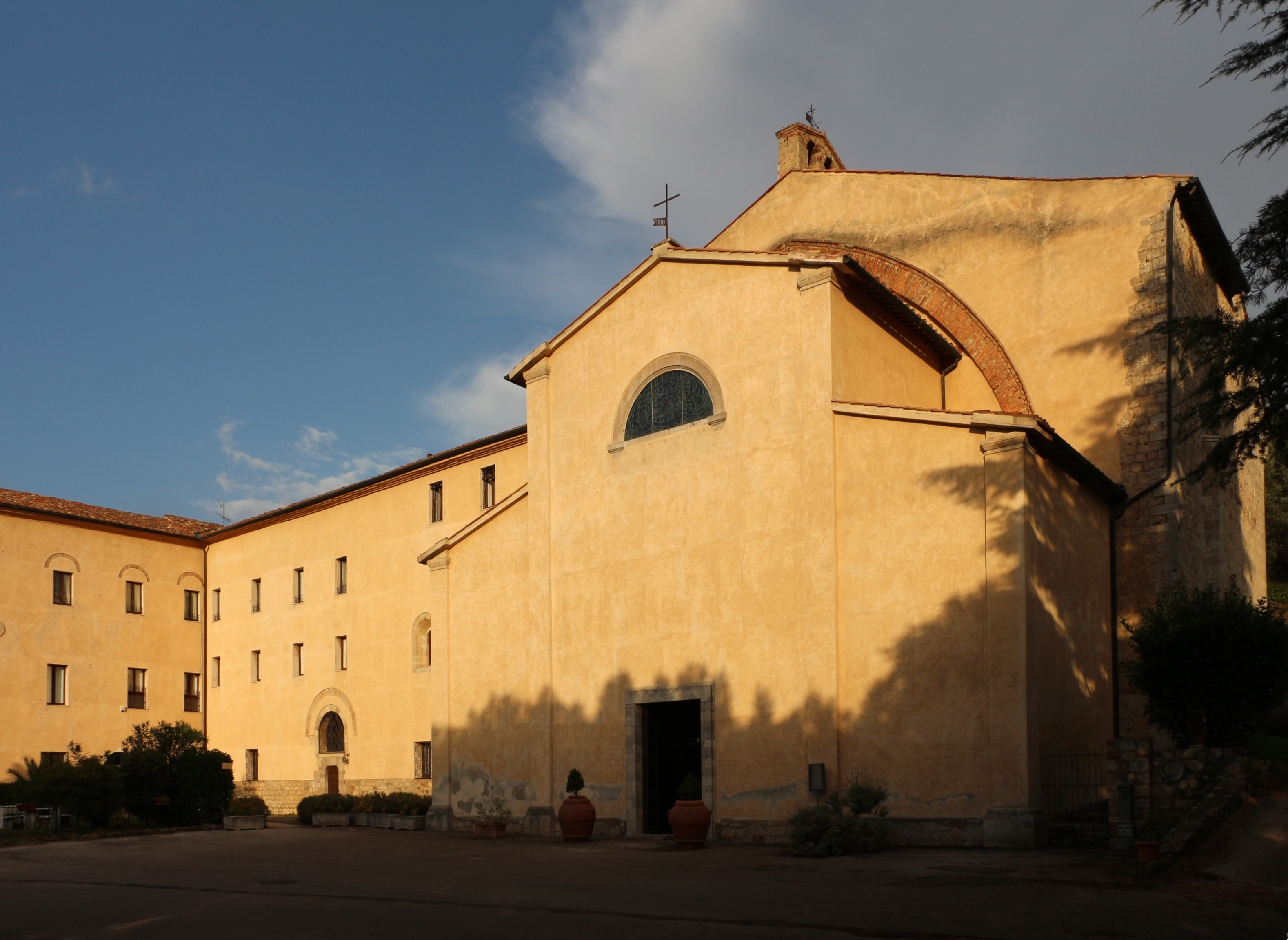
La chiesa di San Francesco a Massa Marittima, con l'annesso seminario vescovile.

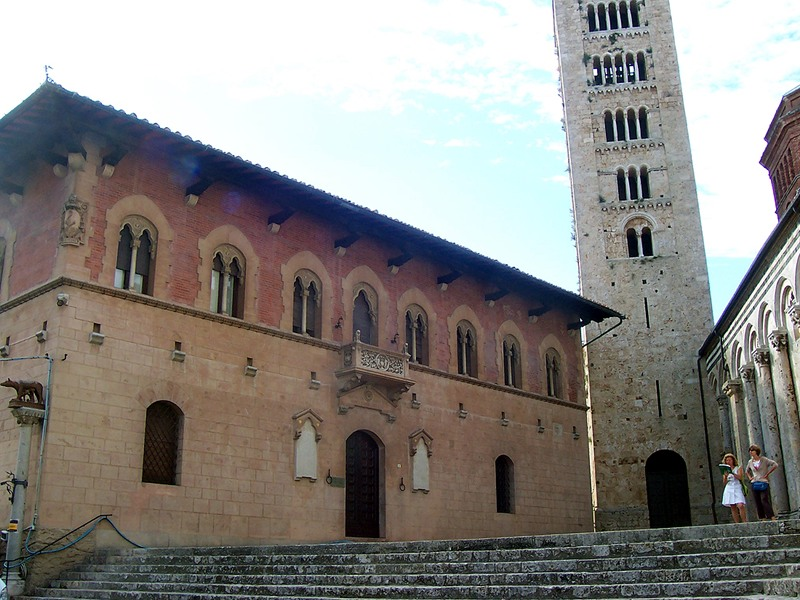
Il palazzo vescovile di Massa Marittima.

La diocesi di Massa Marittima-Piombino (in latino Dioecesis Massana-Plumbinensis) è una sede della Chiesa cattolica in Italia suffraganea dell'arcidiocesi di Siena-Colle di Val d'Elsa-Montalcino appartenente alla regione ecclesiastica Toscana. Nel 2023 contava 125.200 battezzati su 127.667 abitanti. È retta dal vescovo Carlo Ciattini.

## Territorio
La diocesi comprende parti delle province di Livorno, Pisa e Grosseto. Fanno parte del territorio diocesano anche le isole d'Elba, di Pianosa e di Montecristo. La parte continentale della diocesi confina a nord e ad est con la diocesi di Volterra, ad est e a sud con la diocesi di Grosseto.
I comuni compresi nel territorio diocesano sono quelli di Campiglia Marittima, Castagneto Carducci, Follonica, Massa Marittima, Monteverdi Marittimo, Monterotondo Marittimo, Piombino, San Vincenzo, Sassetta e Suvereto sulla terraferma; e quelli di Campo nell'Elba, Capoliveri, Marciana, Marciana Marina, Porto Azzurro, Portoferraio e Rio sull'isola d'Elba.
Sede vescovile è la città di Massa Marittima, dove si trova la cattedrale di San Cerbone. A Piombino sorge l'abbazia concattedrale di Sant'Antimo.
Il territorio si estende su 1.200 km² ed è suddiviso in 53 parrocchie, raggruppate in 4 vicariati: Massa Marittima e Follonica, Piombino, Campiglia e Castagneto Carducci, Isola d'Elba.

### Santuari diocesani
Sono riconosciuti come santuari diocesani i seguenti edifici religiosi:
- Santuario della Madonna del Frassine (Frassine)
- Santuario della Madonna delle Grazie (Capoliveri)
- Santuario della Madonna del Monte (Marciana)
- Santuario della Madonna di Monserrato (Porto Azzurro)
- Oratorio della Madonna della Neve (Lacona)
- Abbazia di San Mamiliano (Isola di Montecristo)

## Comunità religiose
In diocesi sono presenti i seguenti ordini e congregazioni religiose:
Congregazioni maschili
- Congregazione vallombrosana (Follonica)
- Ordine dei frati minori (Piombino)
- Oblati di San Giuseppe (Donoratico)

Congregazioni femminili
- Suore Carmelitane di Santa Teresa di Firenze (Massa Marittima)
- Minime suore del Sacro Cuore (Piombino)
- Figlie della carità di San Vincenzo de' Paoli (Porto Azzurro)
- Figlie di Maria Ausiliatrice (Rio Marina)
- Missionarie figlie di San Girolamo Emiliani (Gavorrano)
- Suore francescane dell'Immacolata (Venturina Terme)
- Missionarie della Carità (Piombino)
- Missionarie di Sant'Antonio Maria Claret (Marciana)
- Suore serve di Maria Santissima Addolorata (Follonica)

## Storia
La diocesi di Massa Marittima-Piombino è erede dell'antica diocesi di Populonia, la cui sede vescovile venne trasferita a Massa Marittima nell'XI secolo.
La più antica menzione della diocesi di Populonia risale agli inizi del VI secolo, grazie alla presenza del vescovo Asello ai concili indetti durante l'episcopato di papa Simmaco il 23 ottobre 501 e il 6 novembre 502; è probabile che sia da identificare con il vescovo populoniese il vescovo Asello, indicato senza la diocesi di appartenenza, che prese parte al concilio indetto da papa Gelasio I il 13 maggio 495.
La diocesi di Populonia è in particolar modo legata alla memoria del santo vescovo e patrono san Cerbone, vissuto nel VI secolo, di cui parla Gregorio Magno nei suoi Dialoghi, e che una passio leggendaria, attribuita all'VIII secolo, dice originario dell'Africa. Secondo Gregorio Magno, a causa dell'invasione dei Longobardi (tra il 571 e il 574) Cerbone si rifugiò sull'isola d'Elba dove morì. Con la sua morte iniziò un lungo periodo di sede vacante, documentata dall'epistolario dello stesso pontefice, che nel gennaio 591 affidò la cura della diocesi di Populonia a Balbino, vescovo di Roselle.
La serie episcopale riprende verso la metà del VII secolo con i vescovi Mariniano e Sereno, che furono presenti ai concili che condannarono l'eresia monotelita, il primo al concilio del 649 indetto da papa Martino I, e il secondo al concilio del 680 indetto da papa Agatone.
In seguito alla devastazione opera dai Saraceni nell'809, la città di Populonia fu abbandonata dagli abitanti e dal suo vescovo, che trovò rifugio nell'entroterra, nella val di Cornia, probabilmente nei pressi di Suvereto. Al concilio romano dell'861 il vescovo Paolo firmò gli atti come vescovo Cornitus (o Corninus). Nell'XI secolo la sede fu traslata definitivamente a Massa Marittima, dove i vescovi sono documentati per la prima volta nel 1062. In un primo momento, nei documenti coevi, si alternarono i due titoli Populoniensis e Massensis (che appare per la prima volta nel 1115); poi, a partire dal XII-XIII secolo, la diocesi assunse in via definitiva il doppio titolo, Massa e Populonia, che durò fino al XX secolo.
Limitata fu la presenza monastica nel territorio della diocesi, benché le più antiche attestazioni risalgano ai primi secoli della cristianizzazione. Infatti, la prima documentazione in materia è una lettera di Gregorio Magno del giugno 591 ai monaci eremiti dell'isola di Montecristo, ai quali il pontefice inviò come visitatore l'abate Orosio. Oltre al monastero di San Mamiliano, sono documentate anche altre fondazioni monastiche verso il IX secolo, come il monastero di San Pietro in Palazzuolo presso Monteverdi Marittimo, attestato nel 754; il monastero di San Giustiniano di Falesia presso Piombino, eretto nel 1022; il monastero di San Quirico di Populonia, attestato nel 1029; il monastero di San Pietro di Acquaviva presso Campiglia Marittima, la cui più antica menzione risale alla fine del XII secolo; e il monastero femminile di Santa Maria di Asca presso Castagneto Carducci, attestato per la prima volta nel 1087.
Nel corso dell'XI secolo una controversia sui confini diocesani con la diocesi di Roselle fu risolta a favore di quest'ultima da papa Gregorio VII nel 1076. Il 20 novembre 1074 lo stesso papa aveva dichiarato la diocesi immediatamente soggetta alla Santa Sede, concedendo ai suoi vescovi la giurisdizione anche sull'isola d'Elba. Il 25 maggio 1133 papa Innocenzo II aggregò la diocesi di Populonia alla provincia ecclesiastica di Pisa.
Fino agli inizi del XIII secolo i vescovi esercitavano anche il potere civile sulla città di Massa e su alcuni insediamenti del territorio diocesano, tra cui si possono ricordare Tricasi e Marsiliana nel territorio di Massa, Accesa nel comune di Gavorrano, Valli e Montioni in quello di Follonica, San Lorenzo nel territorio di Suvereto. Inoltre i vescovi avevano anche il diritto sulle decime minerarie di tutta l'isola d'Elba.
Il 23 aprile 1459 la diocesi entrò a far parte della provincia ecclesiastica di Siena.
A partire dal XIV secolo, il territorio della diocesi era, dal punto di vista civile, sottoposto all'autorità di diverse sovranità politiche, tra cui il Granducato di Toscana e il Principato di Piombino. Questo rese in più occasioni difficile l'esercizio del governo spirituale da parte dei vescovi. «Segnale di questa debolezza dell'autorità vescovile fu la vicenda della nascita del monastero femminile di Sant'Anastasia a Piombino, nei primi anni del Seicento: il vescovo dovette accettare le condizioni poste dai maggiorenti locali, che con la loro tenace resistenza ai precetti romani impedirono che le loro figlie e sorelle dovessero subire il regime della clausura» (questo monastero era annesso alla chiesa di Sant'Antimo sopra i Canali).
In epoca moderna, la diocesi visse un periodo di crisi e di decadenza, non solo per le difficoltà con i governi, ma anche per la povertà economica e demografica del suo territorio, per la penuria del clero, per le difficoltà in cui versava la mensa vescovile. Dal punto di vista strettamente pastorale, i vescovi non si impegnarono molto nell'attuazione dei decreti di riforma decisi dal Concilio di Trento; fanno eccezione Alessandro Petrucci (1602-1615), che però dovette ricorrere spesso al proprio patrimonio personale, creando non pochi problemi finanziari alla sua famiglia; e Pietro Vannucci (1770-1793), a cui si deve l'istituzione del seminario vescovile nei locali del soppresso convento dei minori conventuali.
Agli inizi dell'Ottocento, durante l'occupazione napoleonica, la diocesi rimase vacante per molti anni; inoltre le isole ed il principato di Piombino furono sottomesse dal governo francese alla giurisdizione del vescovo di Ajaccio in Corsica. La diocesi di Massa fu ridotta così a sole 10 parrocchie; nel 1807 ci fu anche il progetto di unire Massa con la diocesi di Livorno, progetto che tuttavia non andò in porto. Con la fine dell'Impero francese, la diocesi di Massa ritornò in possesso di tutti i suoi territori precedenti, ad eccezione dell'isola di Capraia, che rimase alla diocesi di Brugnato, a cui era stata ceduta nel 1787.
Dal 1924 al 1933 Massa Marittima fu unita in persona episcopi alla diocesi di Livorno con il vescovo Giovanni Piccioni.
Il 14 maggio 1978, in forza del decreto Ex historicis documentis della Congregazione per i vescovi, la diocesi ha assunto il nome attuale e Populonia è divenuta una sede titolare.

## Cronotassi dei vescovi
Si omettono i periodi di sede vacante non superiori ai 2 anni o non storicamente accertati.

### Vescovi di Populonia
- Asello † (prima del 495 ? - dopo il 502)[7][17]
- San Fiorenzo ? † (prima metà del VI secolo)[18]
- San Cerbone † (prima del 546 - circa 571/575 deceduto)[19]
  - Sede vacante (591)[20]
- Massimino ? †[21]
- Mariniano † (menzionato nel 649)
- Sereno † (menzionato nel 680)
- Anonimo † (menzionato nel 753)
- Ancario o Ancauro ? † (menzionato tra il 755 e il 759)[22]
- Pietro † (menzionato nel 769)

### Vescovi di Massa e Populonia
- Guriperto † (menzionato nell'826)[23]
- Odalperto † (menzionato nell'853)
- Paolo † (menzionato nell'861)[24]
- Giovanni I † (menzionato nell'877)
- Anonimo † (menzionato nell'886)[25]
- Unicluso † (menzionato nel 923)
- Giovanni II † (menzionato nel 940 o 945)
- Guido I † (? - febbraio/marzo 979 nominato vescovo di Lucca)[26]
- Enrico † (prima del 1015 - dopo il 1050)[27]
- Tegrimo o Tuezio † (prima del 1057 - dopo il 1061)[27][28]
- Bernardo † (prima del 1065 - dopo il 1068)[27]
- Guglielmo I † (giugno 1073 / giugno 1074 consacrato - dopo ottobre 1080)[29]
- Guglielmo II † (menzionato ad agosto 1082)[30]
- Giovanni III † (menzionato nel 1099)[27]
- Lorenzo † (menzionato nel 1103)[27]
- Rolando † (prima del 1112 - dopo il 1138)[27]
- Alberto I † (prima del 1149 - dopo il 1158)[31]
- Giovanni IV † (prima del 1181 - 1189 deceduto)
- Martino † (prima del 28 ottobre 1189 - dopo il 1196)
- Marzucco Gaetani † (prima di luglio 1211 - 1213 nominato vescovo di Luni)
- Alberto II † (prima del 1217 - circa 1230 deceduto)
  - Guglielmo II † (1231) (vescovo eletto)[32]
- Ildebrando † (1231 - dopo il 1236)
- Niccolò I † (menzionato nel 1254)
- Ruggero Ugurgeri † (prima del 1256 - 1268 deceduto)
- Filippo di Massa † (9 agosto 1268 - ?)
- Rotlando (Orlando) Ugurgeri † (prima del 1278 - dopo il 1300 deceduto)
- Lando di Pistoia † (24 dicembre 1307 - ?)[33]
- Cristofano Melloni Tolomei, O.P. † (4 maggio 1310 - ?)
- Giovanni V † (1313 - 1332 deceduto)[34]
- Galgano Pagliarecci, O.P. † (13 febbraio 1332 - 1348 ? deceduto)
- Guido da Riparia † (21 ottobre 1349 - ? deceduto)
- Antonio da Riparia † (29 ottobre 1361 - 29 ottobre 1380 nominato vescovo di Lucca)
- Pietro da Fano, O.S.A. † (1380 - febbraio 1389 nominato vescovo di Fano)
  - Nicola da Salerno, O.F.M. † (1º novembre 1385 - ?) (antivescovo)
- Andrea Galeazzi, O.F.M. † (7 gennaio 1389 - 10 ottobre 1390) nominato vescovo di Assisi)
- Giovanni Gabrielli † (28 novembre 1390 - 9 settembre 1394 nominato arcivescovo di Pisa)
- Niccolò Beruto † (9 settembre 1394 - 26 novembre 1404 nominato arcivescovo di Oristano)
- Bartolomeo Ghini † (26 novembre 1404 - 1425 deceduto)

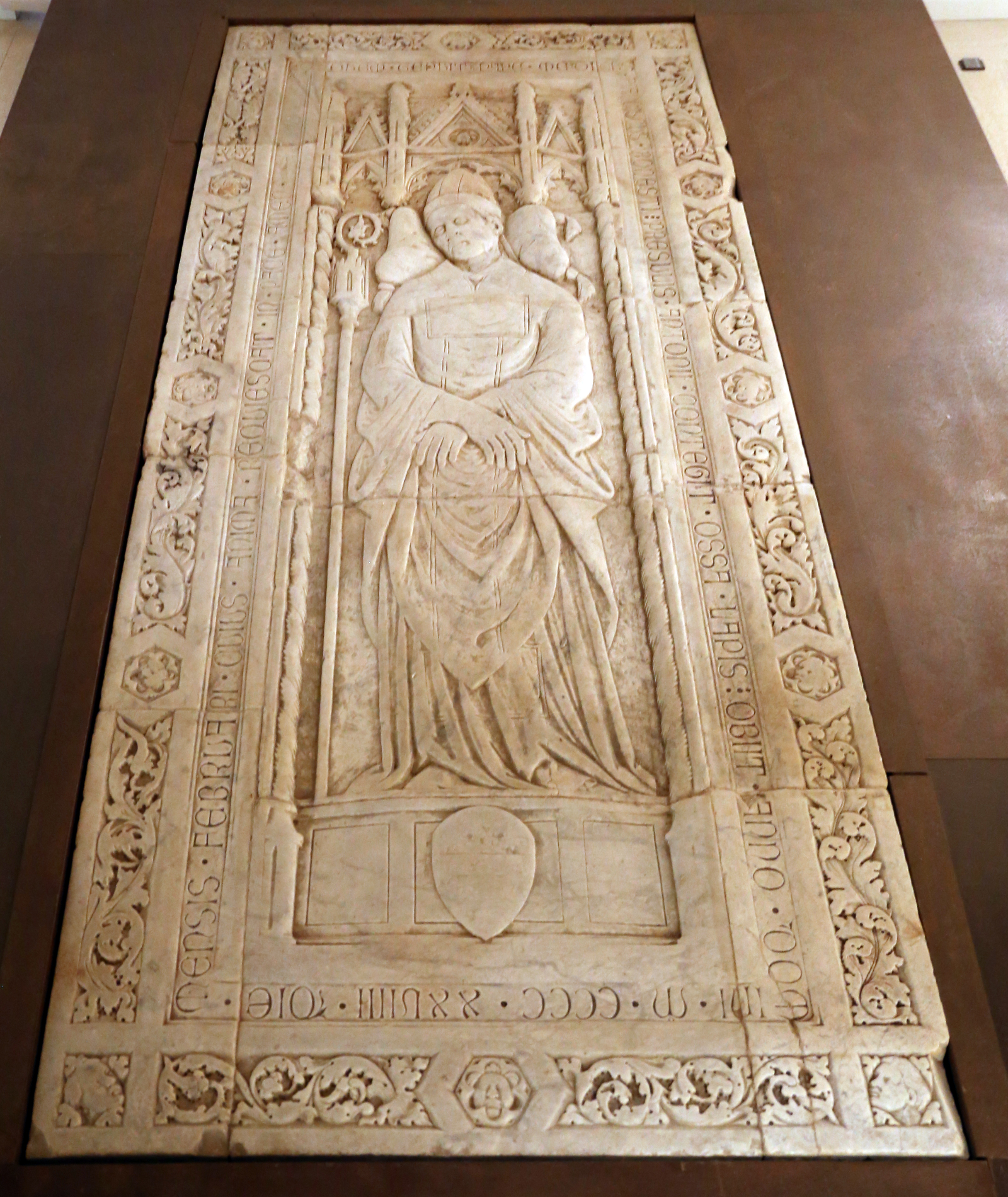
La lastra di Antonio Casini, vescovo dal 1425 al 1429, nel museo di arte sacra di Massa Marittima.

- Antonio Casini † (10 dicembre 1425 - 1429 deceduto)
- Antonio da Massa, O.F.M. † (12 giugno 1430 - settembre 1435 deceduto)
- Riccardo Del Frate, O.S.B.Vall. † (7 ottobre 1435 - 1438 deceduto)
- Pietro dall'Orto † (6 marzo 1439 - 1467 deceduto)
- Leonardo Dati † (17 agosto 1467 - 1472 deceduto)
- Bartolomeo Della Rovere, O.F.M. † (8 gennaio 1472 - 11 luglio 1474 nominato vescovo di Ferrara)
- Giovanni Ghianderoni † (15 luglio 1474 - 1483 deceduto)
- Girolamo Conti † (10 settembre 1483 - dopo il 1498 deceduto)[35]
- Ventura Benassai † (6 ottobre 1501 - 1511 deceduto)
  - Alfonso Petrucci † (1511 - 22 giugno 1517 deposto) (amministratore apostolico)
- Giovanni Gregorio Peroschi † (16 luglio 1517 - 8 agosto 1524 nominato vescovo di Telese)
- Francesco Peroschi † (29 luglio 1524 - 1529 dimesso)
  - Paolo Emilio Cesi † (6 ottobre 1529 - 21 ottobre 1530 dimesso) (amministratore apostolico)
- Girolamo Ghianderoni † (21 ottobre 1530 - 15 novembre 1538 nominato vescovo di Ancona e Umana)
  - Alessandro Farnese † (15 novembre 1538 - 22 aprile 1547 dimesso) (amministratore apostolico)
  - Bernardino Maffei † (22 aprile 1547 - 1549 dimesso) (vescovo eletto)
  - Miguel da Silva † (20 maggio 1549 - 5 giugno 1556 deceduto) (amministratore apostolico)
- Francesco Franchini † (30 ottobre 1556 - 1559 deceduto)
- Ventura Bufalini † (13 marzo 1560 - 1570 deceduto)
- Antonio De Angelis † (23 agosto 1570 - 1579 deceduto)
- Alberto Bolognetti † (27 aprile 1579 - 17 maggio 1585 deceduto)
- Vincenzo Casali † (1º luglio 1585 - 1587 dimesso)
- Achille Sergardi † (28 settembre 1587 - 1601 deceduto)
- Alessandro Petrucci † (22 aprile 1602 - 23 marzo 1615 nominato arcivescovo di Siena)
- Fabio Piccolomini † (30 marzo 1615 - 1629 deceduto)
- Giovanni Battista Malaspina † (17 settembre 1629 - 16 ottobre 1655 deceduto)
- Bandino Accarigi † (3 marzo 1656 - agosto 1670 deceduto)
- Niccolò dell'Acciaia † (20 aprile 1671 - agosto 1679 deceduto)
- Polo Pecci † (27 novembre 1679 - ottobre 1694 deceduto)
- Pietro Luigi Malaspina, C.R. † (2 maggio 1695 - dicembre 1705 deceduto)
- Ascanio Silvestri † (17 maggio 1706 - 13 giugno 1714 nominato vescovo di Pienza)
- Niccolò Tolomei † (21 gennaio 1715 - maggio 1718 deceduto)
- Eusebio Ciani, O.S.B.Cam. † (2 ottobre 1719 - 2 febbraio 1770 deceduto)
- Pietro Maria Vannucci † (12 dicembre 1770 - 7 agosto 1793 deceduto)
- Francesco Toli † (22 settembre 1795 - 28 marzo 1803 nominato vescovo di Pistoia e Prato)
  - Sede vacante (1803-1818)
- Giuseppe Mancini † (2 ottobre 1818 - 12 luglio 1824 nominato arcivescovo di Siena)
- Giuseppe Maria Traversi † (19 dicembre 1825 - 27 agosto 1872 deceduto)
- Giuseppe Morteo, O.F.M.Cap. † (23 dicembre 1872 - 21 novembre 1891 deceduto)

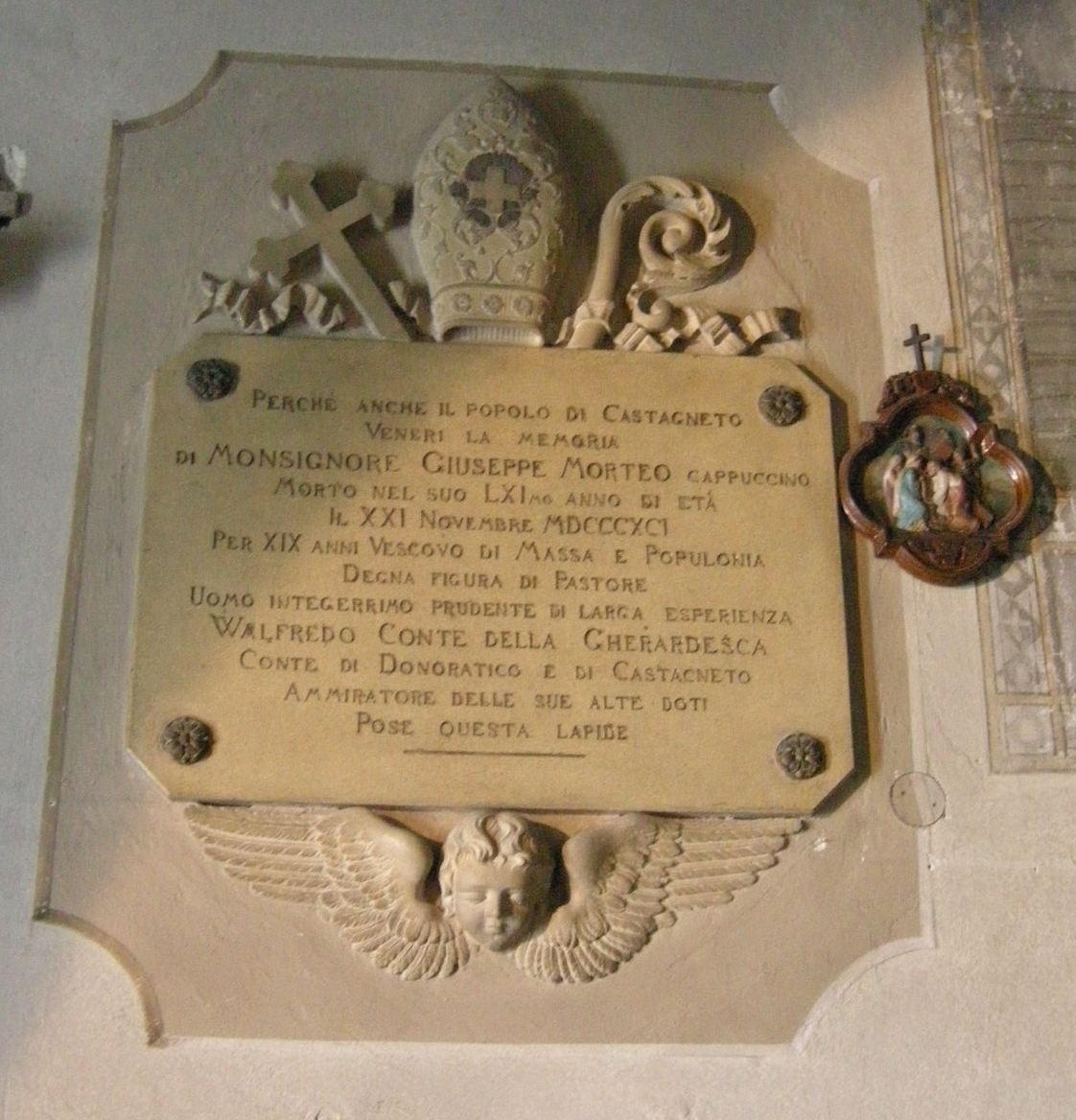
Targa in ricordo del vescovo Giuseppe Morteo (1872-1891) nella chiesa di San Lorenzo a Castagneto Carducci.

- Giovanni Battista Borachia † (11 luglio 1892 - 24 aprile 1924 deceduto)
- Giovanni Piccioni † (18 dicembre 1924 - maggio 1933 dimesso)[36]
- Faustino Baldini † (8 agosto 1933 - 20 maggio 1966 deceduto)
  - Sede vacante (1966-1970)[37]
- Lorenzo Vivaldo † (7 settembre 1970 - 14 maggio 1978 nominato vescovo di Massa Marittima-Piombino)

### Vescovi di Massa Marittima-Piombino
- Lorenzo Vivaldo † (14 maggio 1978 - 13 marzo 1990 deceduto)
- Angelo Comastri (25 luglio 1990 - 3 marzo 1994 dimesso)
- Gualtiero Bassetti (9 luglio 1994 - 21 novembre 1998 nominato vescovo di Arezzo-Cortona-Sansepolcro)
- Giovanni Santucci (28 ottobre 1999 - 19 maggio 2010 nominato vescovo di Massa Carrara-Pontremoli)
- Carlo Ciattini, dal 15 dicembre 2010

## Statistiche
La diocesi nel 2023 su una popolazione di 127.667 persone contava 125.200 battezzati, corrispondenti al 98,1% del totale.
| anno | popolazione | popolazione | popolazione | presbiteri | presbiteri | presbiteri | presbiteri                | diaconi | religiosi | religiosi | parrocchie |
| anno | battezzati  | totale      | %           | numero     | secolari   | regolari   | battezzati per presbitero | diaconi | uomini    | donne     | parrocchie |
| ---- | ----------- | ----------- | ----------- | ---------- | ---------- | ---------- | ------------------------- | ------- | --------- | --------- | ---------- |
| 1950 | 109.800     | 110.000     | 99,8        | 44         | 37         | 7          | 2.495                     |         | 7         | 188       | 33         |
| 1970 | 132.300     | 132.500     | 99,8        | 65         | 52         | 13         | 2.035                     | 0       | 15        | 171       | 45         |
| 1980 | 130.000     | 133.500     | 97,4        | 80         | 63         | 17         | 1.625                     | 0       | 18        | 143       | 47         |
| 1990 | 129.800     | 136.400     | 95,2        | 71         | 56         | 15         | 1.828                     | 0       | 15        | 101       | 54         |
| 1999 | 126.000     | 127.677     | 98,7        | 68         | 56         | 12         | 1.852                     | 0       | 12        | 78        | 53         |
| 2000 | 126.000     | 127.677     | 98,7        | 69         | 57         | 12         | 1.826                     | 0       | 12        | 76        | 53         |
| 2001 | 126.000     | 127.677     | 98,7        | 65         | 54         | 11         | 1.938                     | 0       | 11        | 76        | 53         |
| 2002 | 126.000     | 127.677     | 98,7        | 64         | 55         | 9          | 1.968                     | 1       | 10        | 70        | 53         |
| 2003 | 126.000     | 127.677     | 98,7        | 63         | 55         | 8          | 2.000                     | 0       | 8         | 73        | 53         |
| 2004 | 126.000     | 127.677     | 98,7        | 62         | 52         | 10         | 2.032                     | 0       | 10        | 75        | 53         |
| 2013 | 127.600     | 129.800     | 98,3        | 48         | 40         | 8          | 2.658                     | 4       | 8         | 55        | 53         |
| 2016 | 130.200     | 132.400     | 98,3        | 44         | 36         | 8          | 2.959                     | 4       | 9         | 55        | 53         |
| 2019 | 124.610     | 126.510     | 98,5        | 49         | 36         | 13         | 2.543                     | 4       | 14        | 30        | 53         |
| 2021 | 124.750     | 126.700     | 98,5        | 47         | 35         | 12         | 2.654                     | 4       | 12        | 36        | 53         |
| 2023 | 125.200     | 127.667     | 98,1        | 49         | 34         | 15         | 2.555                     | 4       | 15        | 34        | 53         |